# Stade Juan-Gobán
Le stade Juan-Gobán est un stade de football situé à Puerto Limón au Costa Rica.